# أوتو رو
أوتو رو (بالألمانية: Isak Roux)‏ هو ملحن ألماني، ولد في 1959.